# Zachariasz Dzwonowski

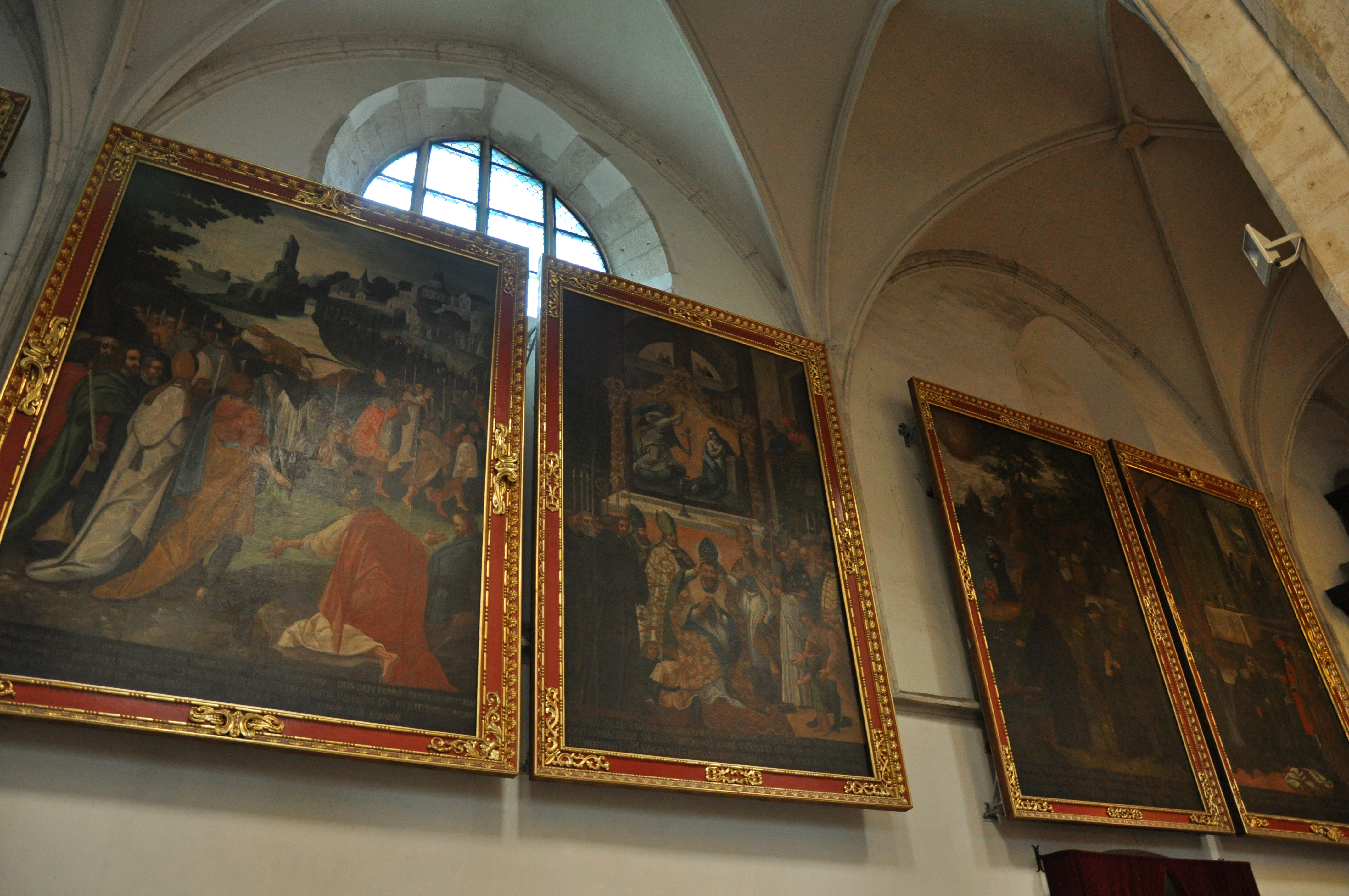
Augustinuszyklus in der Krakauer Augustinerkirche

Zachariasz Dzwonowski war ein polnischer Barockmaler, der in Krakau wirkte.

## Leben
Dzwonowski war ein Schüler von Astolfo Vagioli. Er gehörte zur Malerschule von Tommaso Dolabella. Zu seinen erhaltenen Werken gehört der Augustinuszyklus von acht Ölgemälden von 1636 in der Krakauer Augustinerkirche.